# Landskrona–Kävlinge–Sjöbo Järnväg
Landskrona–Kävlinge–Sjöbo Järnväg, LKSJ. var en 45 kilometer lång normalspårig (1435 mm spårvidd) järnväg i Skåne med sträckningen Kävlinge – Sjöbo. Banan anlades på grund av behovet av bettransporter och anslutning till en sjötransportförbindelse från Barsebäckshamn.

## Anläggning och trafik
Den 7 april 1897 söktes koncession för en ny järnvägslinje mellan Kävlinge och Sjöbo. I bolagets första styrelse ingick Malte Ramel, Walter Hamilton, Carl Henrik Tranchell, Anders Jönsson i Kävlinge och Måns Jönsson i Hammarlunda. I bolagets styrelse ingick Ramel, Hamilton, Tranchell, Jönsson och Jacob Bennet. Anläggningskostnaden beräknades till 2 700 000 kr. Koncessionen bevlijades av Kungl. Maj:t 1 juli 1898, men byggnationen lät vänta på sig. På grund av dålig lönsamhet överläts koncessionen på bolaget Landskrona-Kävlinge-Sjöbo Järnväg, där förbindelsen Landskrona-Kävlinge varit i drift sedan 1893. Landskrona-Kävlinge Järnväg (LaKJ) ingick aldrig i LKSJ, men de båda banorna samförvaltades redan från början. Efter att LaKJ 1919 köpts av Landskrona-Lund-Trelleborgs Järnväg (LLTJ) samförvaltades LKSJ även med LLTJ.
Under tiden 1898–1901 beviljade Riksbanken på grund av minskade valutatillgångar inga lån till affärsbankerna och samtidigt ökade råvaru- och materialpriser. Bolaget fick i augusti begära uppskov med anläggande av banan, men 1 maj 1903 kom man igång. Linjen stod färdig för besiktning i januari 1906. Den 31 januari och 1 februari skedde avsyningen och 5 februari samma år öppnade banan för allmän trafik. Invigning skedde 17 februari 1906 av arvfursten Gustav Adolf, senare Gustaf VI Adolf. Dock kvarstod arbete; bland annat skulle ett nytt stationshus uppföras i Harlösa. Den 6 augusti 1906 slutavsynades banan och 31 december 1908 summerades den slutgiltiga byggkostnaden till 2 930 000 kr.
Järnvägen fick redan från början dålig ekonomi, mycket på grund av den ekonomiska kris som slog till sommaren 1907 och som bottnade 1909, till följd av storstrejken samma år. Under tiden innan första världskriget kunde man inte betala sina lån, en situation som förvärrades efter krigsslutet. År 1921 begärde man räntebefrielse för de statliga lån man tagit. Man lyckades inte betala lånen och 12 december 1923 begärde man sig i konkurs. Banan togs den 1 januari 1925 över av Svenska staten  som inledde ett besparingsprogram och namnet ändrades till Kävlinge-Sjöbo Järnväg. Den 1 juli 1926 övertog Statens Järnvägar (SJ) driften. Det vidtogs åtgärder för att minska trafikkostnaderna; bland annat valde man att dra ner på loktågen och istället sätta in motorvagnar. På grund av banans ekonomiska situationen hade underhållet varit eftersatt och år 1929–1932 investerades man 126 000 kr för att få banan i skick.
År 1927 anslöts Kävlinge-Barsebäcks Järnväg till SJ och bildade därefter bansträckan Barsebäck-Sjöbo tillsammans med LKSJ, i järnvägssammanhang populärt kallad Sjöbobanan.

## Nedläggning
Persontrafiken Kävlinge – Örtofta – Sjöbo och den allmänna godstrafiken Örtofta – Sjöbo lades ner 1954. De sista sockerbetstransporterna på sistnämnda sträcka gick 1956. År 1958 nedlades all godstrafik på sträckan Kävlinge – Glacéläderfabriken (belägen 2 km öster om Kävlinge station) och den allmänna godstrafiken Glacéläderfabriken – Örtofta. Av den återstående enskilda godstrafiken nedlades sträckan Glacéläderfabriken – Lilla Harrie 1972 och Lilla Harrie – Örtofta 1982.

## Upprivning
Sträckan Kävlinge – Glacéläderfabriken revs upp 1958, Glacéläderfabriken – Lilla Harrie 1972 och Lilla Harrie – Örtofta 1984. Det är obekant när sträckan Örtofta – Sjöbo revs upp, men 1966 återstod av denna endast kortare stumpar vid Harlösa station, vilka anslöt till den intill 1983 kvarvarande godsbanan Dalby – Harlösa (uppriven 1984, en rest av Malmö-Simrishamns Järnvägs bibana Dalby-Harlösa-Bjärsjölagård).